# Eucalyptus similis
Eucalyptus similis är en myrtenväxtart som beskrevs av Joseph Henry Maiden. Eucalyptus similis ingår i släktet Eucalyptus och familjen myrtenväxter. Inga underarter finns listade i Catalogue of Life.

## Bildgalleri

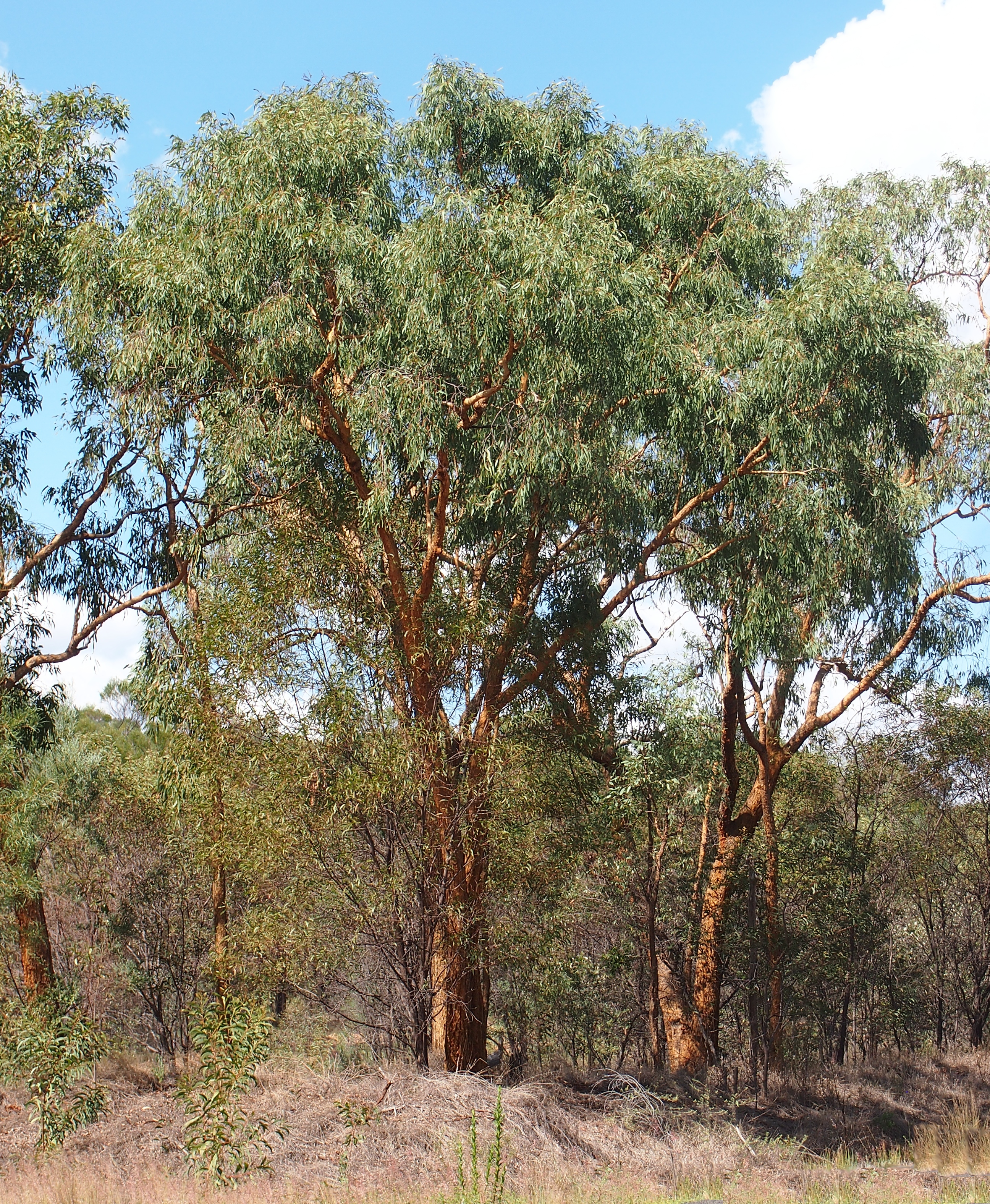